# Tubo de revestimento

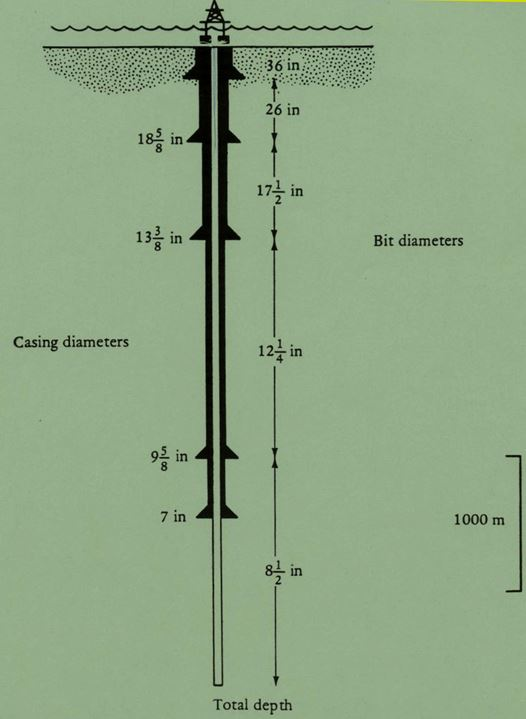
Diâmetros de tubo de revestimento de um poço.

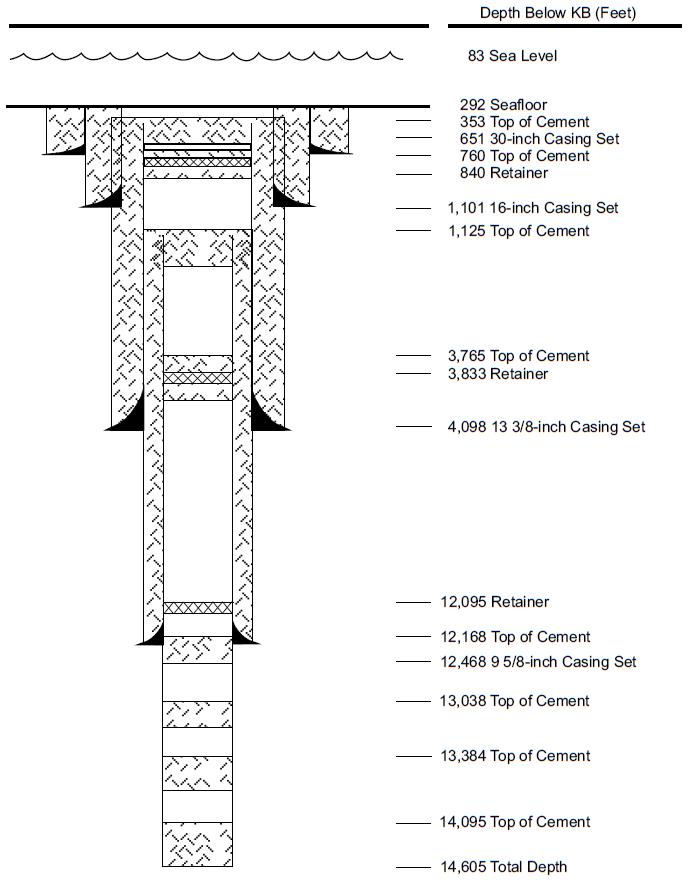
Diagrama de tubo de revestimento.

Denomina-se tubo de revestimento a tubulação utilizada para revestir as paredes de um poço de óleo e gás natural. Como tubo de transporte de fluidos apresenta grande diâmetro e é montado e inserido em uma seção recentemente perfurado de um poço e, normalmente fixado ao local com cimento.

## Propósito
O revestimento que é cimentado no lugar, ajuda no processo de perfuração de várias formas:
- Previne a contaminação de água doce nas proximidades do poço.
- Prevenir formações superiores instáveis de formar cavidades danificando a coluna de perfuração ou formando cavernas.
- Fornece uma base superior sólida para usar fluido de perfuração de alta densidade para continuar a perfuração mais profundamente.
- Isola diferentes zonas, que podem ter diferentes pressões ou fluidos - conhecido como "isolamento zonal", nas formações perfurados de outras.
- Sela zonas de alta pressão a partir da superfície, evitando potencial para uma blowout (fluxo descontrolado).
- Previne a perda de fluido internamente ou contaminação das zonas de produção.
- Fornece um furo interno de perfil suave para a instalação de equipamentos de produção.

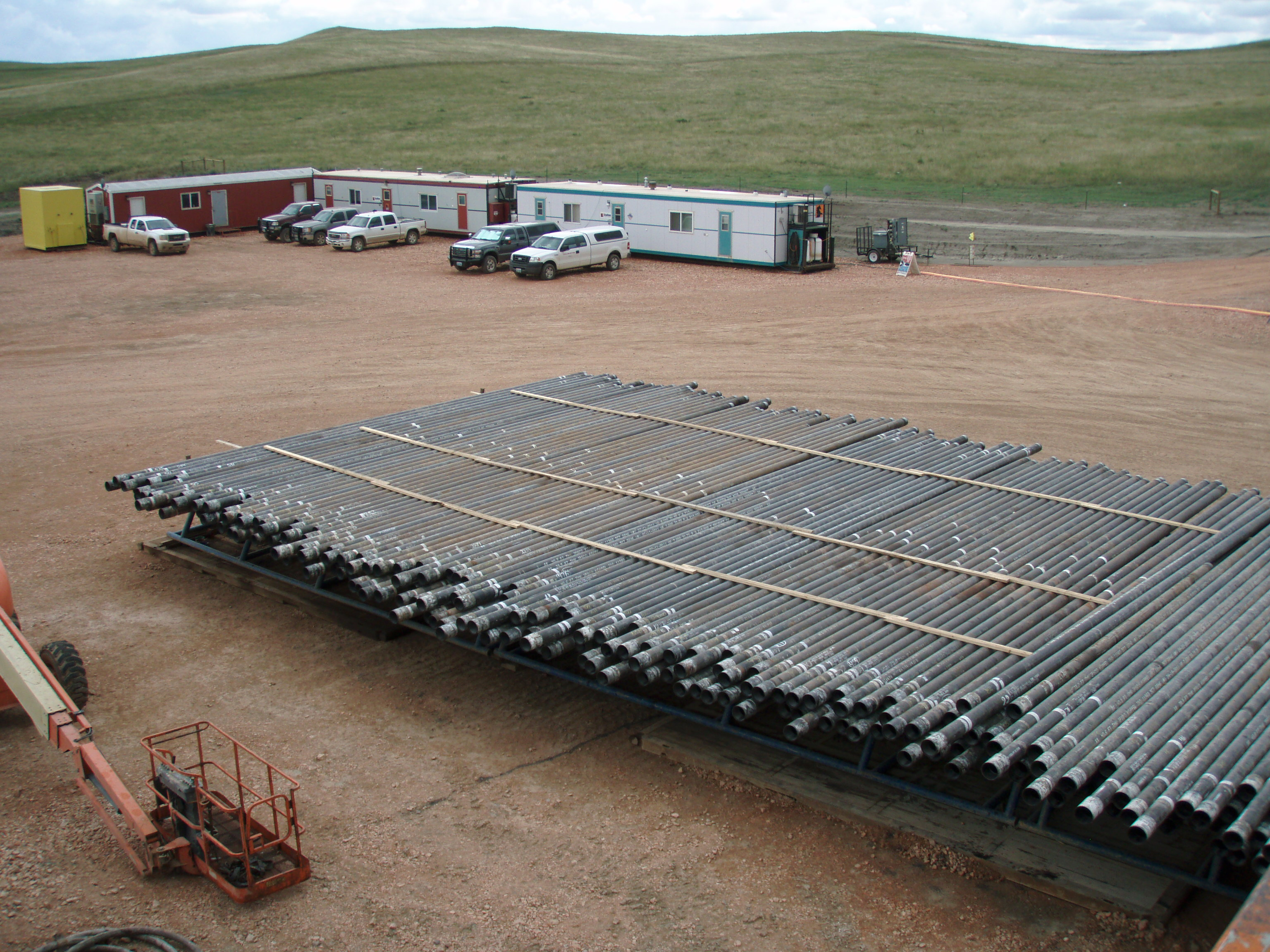
Equipamento de revestimento para poço de óleo.

Uma coluna de metal levemente diferente metais, chamada tubo de produção, é usada frequentemente sem cimento no menor revestimento de uma completação de poços para conter fluidos de produção e conduzi-los para a superfície de reservatório no subterrâneo.

## Projeto
Na fase de planejamento de um poço um engenheiro de perfuração, geralmente com a assistência de geólogos, entre outros, vai atingir profundidades estratégicas em que o buraco terá de ser revestido de maneira a perfuração atingir a profundidade desejada. Esta decisão baseia-se em dados de subsuperfície tais como: como pressões das formações, resistências e conformação, e o custo é equilibrado em relação aos objetivos e a estratégia de perfuração desejada.
Com a profundidade do conjunto de revestimento determinada, tamanhos de perfuração e tamanhos de revestimento devem seguir. A perfuração para cada coluna de revestimento deve ser suficientemente largo para caber facilmente o revestimento em seu interior, permitindo espaço para o cimento entre o exterior do revestimento e a perfuração. Além disso, o diâmetro interior da primeira coluna de revestimento deve ser suficientemente grande para caber a segunda broca que irá continuar a perfuração. Assim, cada coluna de revestimento irá ter um diâmetro subsequentemente menor.
O diâmetro interno da coluna de revestimento final (ou penúltima em alguns casos, de um revestimento de completação) deve acomodar a tubulação de produção e equipamentos associados, como embaladores (packers), mandris de elevação do gás (gas lift) e válvulas de segurança de subsuperfície.
O projeto de revestimento para cada tamanho é feito calculando as piores condições que podem ser enfrentadas durante a perfuração e produção. As propriedades mecânicas dos tubos projetados, tais como resistência ao colapso, a pressão de rompimento e resistência à tração axial deve ser suficientes para as piores condições.
Tubos de revestimento são suportados por suspensores de revestimento (casing hanger) que estão instalados na boca de poço, que mais tarde será coberto com a árvore de natal. A cabeça de poço é geralmente instalada no topo da primeira coluna de revestimento depois de ter sido cimentada no lugar.

## Intervalos
Tipicamente, um poço contém vários intervalos de revestimento colocados sucessivamente dentro do revestimento previamente instalado. Os seguintes intervalos de revestimento são normalmente utilizados em um poço de óleo ou de gás:
- Revestimento condutor
- Revestimento de superfície
- Revestimento intermediário (opcional)
- Revestimento de produção
- Liner de produção (no contexto da revestimento, um liner é uma seqüência parcial de tubo que não retorna à superfície, sendo que podem ou não ser cimentados)[5]

O revestimento condutor serve como um apoio durante as operações de perfuração, para permitir o retorno de fluxos (como dos fluidos de perfuração) durante a perfuração e cimentação do revestimento de superfície, e para evitar o colapso do solo solto perto da superfície. Ele pode normalmente variar de tamanho, tais como 18" a 30" (polegadas, aproximadamente, de 46 a 76 cm).
A finalidade do revestimento de superfície é isolar as zonas de água doce, de modo que elas não sejam contaminados durante a perfuração e a completação. O revestimento de superfície é o mais estritamente regulado devido a estas preocupações ambientais, o que pode incluir a regulação da profundidade do revestimento e a qualidade do cimento. Um diâmetro típico de revestimento de superfície é 13⅜ polegadas (aproximadamente 34 cm).
O revestimento intermediário pode ser necessário em intervalos mais longos, quando necessário peso de lama de perfuração para evitar rupturas ( blowouts) que podem causar uma pressão hidrostática que pode fraturar formações superficiais ou profundas. A colocação do invólucro é selecionada de modo que a pressão hidrostática do fluido de perfuração permanece entre as pressões dos poros e pressões de fratura da formação.
A fim de reduzir o custo, um revestimento liner pode ser utilizado, o qual se estende um pouco acima da sapata (em baixo) do intervalo anterior de revestimento e pendurado ao longo da perfuração, em vez de na superfície. Ele pode ter tipicamente 7 polegadas (aproximadamente 18 cm), embora muitos liners coincidam com o diâmetro da tubulação de produção.
Poucos poços realmente produzem através do revestimento, uma vez que os fluidos que produzem pode corroer aço ou formam-se depósitos de asfaltenos ou parafinas e o diâmetro maior pode fazer o fluxo instável. A tubulação de produção é, por conseguinte, instalada no interior da última coluna de revestimento e a tubulação de coroa circular é normalmente fechada na parte inferior do tubo por uma empacotador (packer). A tubulação é mais fácil de remover para manutenção, substituição ou para diversos tipos de operações (workover). É significativamente mais leve que o revestimento e não necessita de um equipamento de perfuração para ser executada dentro e fora da perfuração; "sondas de serviço" menores são utilizadas para esta finalidade.

## Cimentação
A cimentação é realizada através da circulação de uma suspensão ("pasta") de cimento através do interior do revestimento e fora no anel através da sapata de revestimento, na parte inferior da coluna de revestimento. De maneira a colocar com precisão a pasta de cimento a um intervalo necessário no exterior do revestimento, um bujão é bombeado com um fluido de deslocamento por trás da coluna de pasta de cimento, que promove "solavancos" na sapata do revestimento e impede ainda mais o fluxo de fluido através da sapata . Esta saliência pode ser vista na superfície como um pico de pressão na bomba de cimento. Para impedir que o cimento flua de volta para o interior do revestimento, um colar flutuante acima da sapata de revestimento atua como uma válvula de retenção e evita que o fluido flua para cima através da sapata do anel.